# Luigi Ricci (direttore d'orchestra)
Luigi Ricci (Rocca di Papa, 1893 – Rocca di Papa, 4 novembre 1981) è stato un direttore d'orchestra e arrangiatore italiano.

## Biografia
Iniziò a studiare musica sin da bambino e all'età di dodici anni iniziò ad accompagnare lezioni di canto impartite dal famoso baritono Antonio Cotogni, che aveva eseguito diverse opere di Giuseppe Verdi sotto la supervisione del compositore. In giovane età, iniziò a prendere appunti meticolosi sulle tradizioni, che Cotogni gli stava trasmettendo dal lavoro con compositori e direttori del XIX° secolo.
Diventato assistente direttore del Teatro dell'Opera di Roma, in quella veste lavorò otto anni con Giacomo Puccini e trentaquattro anni con Pietro Mascagni. Altri compositori con i quali ha collaborato furono Ottorino Respighi, Umberto Giordano, Riccardo Zandonai e Ildebrando Pizzetti. Tra i molti grandi direttori con cui ha lavorato sono da citare Gino Marinuzzi, Vittorio Gui, Ettore Panizza, Tullio Serafin e Victor de Sabata; così come cantanti del calibro di Ezio Pinza, Beniamino Gigli, Toti Dal Monte, Giacomo Lauri Volpi, Maria Caniglia e Tito Gobbi.
Fu autore di una raccolta di quattro volumi su Variazioni, cadenze e tradizioni per l'editore Ricordi e di due libri, Puccini interprete di se stesso (1954) e 34 anni con Pietro Mascagni (1976). Ha collaborato a numerose registrazioni d'opera con la RCA, e fu attivo anche come insegnante di canto presso l'Accademia Nazionale di Santa Cecilia, dove insegnò tra gli altri a Sesto Bruscantini, Richard Miller, Anna Moffo, Rosalind Elias, Ezio Flagello, Peter Lindroos e Martti Wallén.
In campo cinematografico, insieme a Ugo Giacomozzi, Felice Montagnini e Pietro Sassoli è stato uno dei direttori d'orchestra attivi nei primi anni del cinema sonoro italiano. Iniziò la carriera nel 1938 e la proseguì fino al 1959, collaborando soprattutto con Carmine Gallone in una decina di film e con Guido Brignone in altri otto, curando l'adattamento musicale di celebri opere liriche e in pochi casi dirigendo le partiture di colonne sonore originali, tra cui nel 1945 quella di Renzo Rossellini in Roma città aperta.
Ha diretto inoltre l'orchestra della prima versione della celebre canzone Mamma interpretata da Beniamino Gigli, composta da Bixio e Cherubini e inserita nella colonna sonora del film omonimo, in seguito interpretata da moltissimi altri artisti. Talvolta operante nel cinema tedesco, nel 1943 fece una sola apparizione come attore, impersonando in pratica se stesso, nel film Il perduto amore diretto da Veit Harlan. Nel 1972 comparve in un documentario televisivo in dodici puntate diretto da Gianfranco Mingozzi, C'è musica & musica.
Morì nel 1981 all'età di 88 anni.

## Registrazioni (parziale)
- Giuseppe Verdi: Il Trovatore. Stella Roman, Silvia Sawyer, Anna Marcangeli, Gino Sarri, Antonio Manca Serra, Vittorio Tatozzi, Nino Mazziotti; Coro e Orchestra del Teatro dell'Opera di Roma, direttore Luigi Ricci. Etichetta CD: Preiser Records.

## Filmografia
- Giuseppe Verdi, regia di Carmine Gallone (1938)
- Il sogno di Butterfly, regia di Carmine Gallone (1939)
- Il carnevale di Venezia, regia di Giuseppe Adami e Giacomo Gentilomo (1939)
- Casa lontana (Der singende tor), regia di Johannes Meyer (1939)
- Manon Lescaut, regia di Carmine Gallone (1940)
- Oltre l'amore, regia di Carmine Gallone (1940)
- Amami Alfredo, regia di Carmine Gallone (1940)
- Cantate con me!, regia di Guido Brignone (1940)
- Ritorno, regia di Géza von Bolváry (1940)
- Melodie eterne, regia di Carmine Gallone (1940)
- Mamma, regia di Guido Brignone (1941)
- Primo amore, regia di Carmine Gallone (1941)
- Miliardi, che follia!, regia di Guido Brignone (1942)
- Vertigine, regia di Guido Brignone (1942)
- Il romanzo di un giovane povero, regia di Guido Brignone (1942)
- Maria Malibran, regia di Guido Brignone (1943)
- I pagliacci (Lache Bajazzo), regia di Giuseppe Fatigati e Leopold Hainisch (1943)
- In due si soffre meglio, regia di Nunzio Malasomma (1943)
- Senza una donna, regia di Alfredo Guarini (1943)
- Il perduto amore (Immensee – Ein deutsches Volkslied), regia di Veit Harlan (1943) – attore
- Roma città aperta, regia di Roberto Rossellini (1945)
- Canto, ma sottovoce..., regia di Guido Brignone (1945)
- Avanti a lui tremava tutta Roma, regia di Carmine Gallone (1946)
- Rigoletto, regia di Carmine Gallone (1946)
- La signora delle camelie, regia di Carmine Gallone (1947)
- Il conte di Sant'Elmo, regia di Guido Brignone (1950)
- Tosca, regia di Carmine Gallone (1956) – assistente consulente musicale
- Vento di primavera, regia di Arthur Maria Rabenalt e Giulio Del Torre (1959)